# Sose Odde
Sose Odde er en lille odde på sydkysten af Bornholm, øst for Arnager Bugt. Ovenfor odden ligger resterne af en skanse formentlig fra slutningen af 1600-tallet, der består af en ca. 130 m. lang jordvold, der er ca. 4 - 5 m. bred og ca. 1 m. høj. Skansen gennembrydes ca. 30 m. fra dens østlige afslutning af en nedkørselsvej til Sose Odde.
Ud for odden ligger Sose Rev, der i december 1678 var skueplads for et af danmarkshistoriens største skibsforlis, og foregik under den Skånske Krig, Soseforliset 1678, hvor 18 svenske krigsskibe blev slået til vrag.
Det er anslået at ca. 1.000 mennesker omkom, samt ca. 3000 blev taget til fange under og efter forliset.
Yderst på revet ligger den store vandreblok Blakken.